# Wohn- und Wirtschaftsgebäude Cuxhavener Straße 31
Das Wohn- und Wirtschaftsgebäude Cuxhavener Straße 31 (Klosterhof) in der niedersächsischen Samtgemeinde Land Hadeln, Gemeinde Nordleda, Niendieck 2, im Landkreis Cuxhaven, stammt aus der zweiten Hälfte des 16. Jahrhunderts mit Umbauten im 18. Jahrhundert. Aktuell (2024) wird es wohl als Wohnhaus und gewerblich genutzt.
Das Gebäude steht unter Denkmalschutz (siehe auch Liste der Baudenkmale in  Nordleda).

## Geschichte und Beschreibung
Nordleda wurde erstmals 1312 erwähnt, die Kirche gab es aber schon um 1200. Das Wohnwirtschaftsgebäude Klosterhof gehörte ab 1855 zum Kloster Neunwalde.

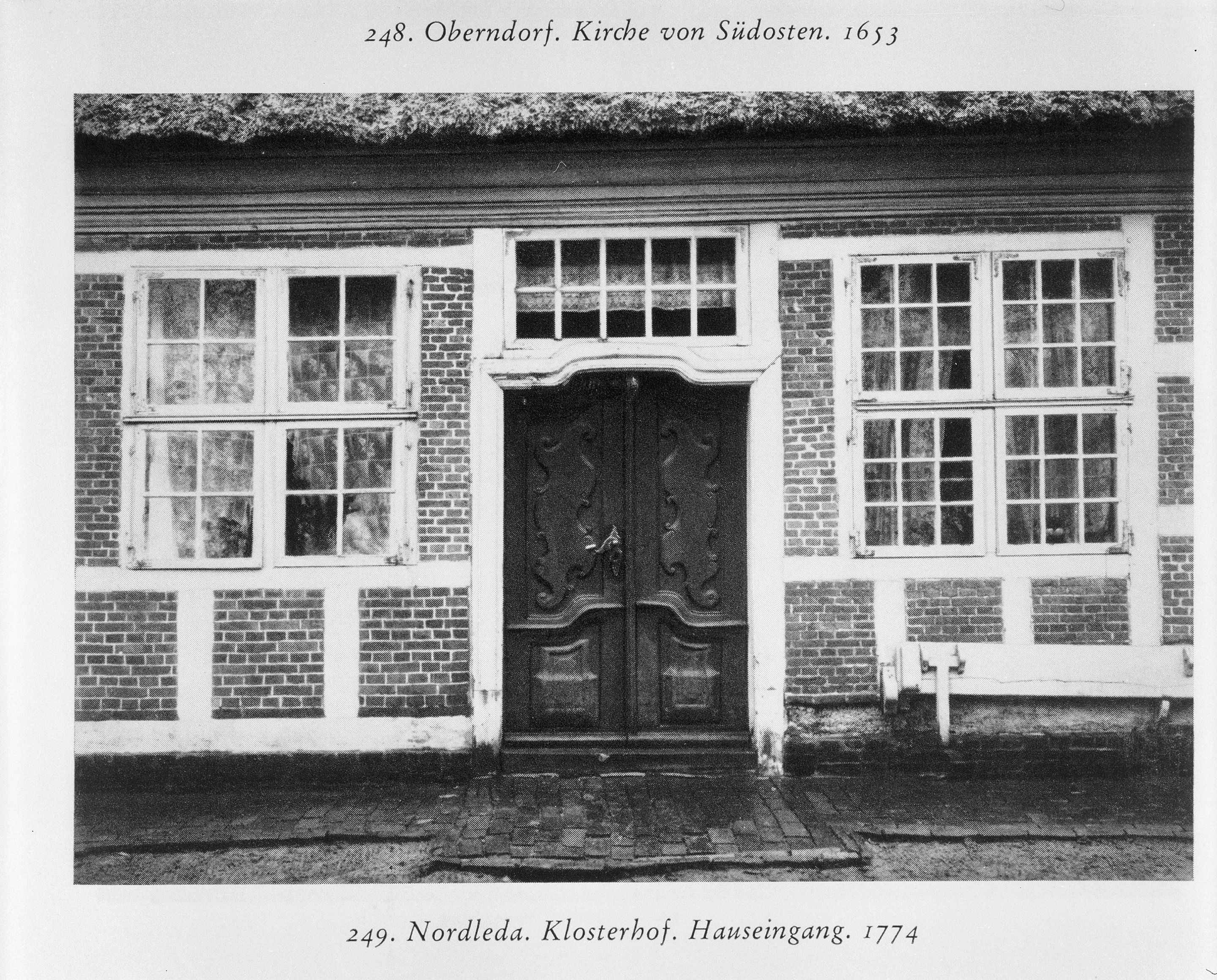
Seitlicher Eingang zum Wohnteil

Das eingeschossige giebelständige Gebäude als Zweiständer-Hallenhaus in regelmäßigem Fachwerk mit Steinausfachungen, mit reetgedecktem Satteldach, wurde Im Kern gemäß dendrochronologischer Untersuchung 1575 (Dielengerüst erhalten) gebaut. Die Umgestaltung des in der Traufe höheren Wohnteils mit aufwändiger Rokokostuckdecke im Wohnende erfolgte 1774 (Inschrift) mit Rankenwerk und Allegorien der vier Jahreszeiten und umlaufender halbhoher Lambris (untere Wandverkleidung mit Paneelen). Die Stube mit Landschaftsdarstellungen ist unterkellert. Der Wirtschaftsteil wurde 1788 (Inschrift am Giebel) um ein Innen- und das Giebelgebinde nach Osten verlängert. Der zweifach auf profilierten Knaggen vorkragende Giebel in Fachwerk hat gemusterte Steinausfachungen und die Groote Door mit Korbbogen. In beiden oberen Giebeldreiecken sind regionaltypische senkrechte Verbretterungen. Es ist eines der ältesten profanen Bauwerke des Landkreises.
Für die Wiederherstellung des völlig desolaten Hofes ist die Eigentümerin 1992 mit dem Julius-Krafft-Preis der IGB ausgezeichnet worden. Durch die 2003 abgeschlossene Sanierung und Restaurierung des Daches ist das gesamte Gebäudes gesichert. 2003 hat die Deutsche Stiftung Denkmalschutz die Erneuerung des Reetdaches gefördert.
Das Landesdenkmalamt befand u. a.: „… prägt alleine durch seine Größe das Orts- und Landschaftsbild nachdrücklich. … besondere Innenraumgestaltung sowie zudem Vertreter des Bautypus des großen und aufwändig ausgestatteten Marschbauernhauses …“